# Karel de Rohan, kníže ze Soubise
Charles de Rohan, kníže de Soubise (francouzsky Charles de Rohan, duc de Rohan-Rohan, prince de Soubise et d'Epinoy, duc de Ventadour, marquis de Roubaix, comte de Saint-Pol, seigneur de Roberval) (16. července 1715, Versailles – 1. července 1787, Hôtel de Soubise, Paříž), byl francouzský šlechtic, vojevůdce, politik a dvořan 18. století. Jako příslušník vysoce postaveného šlechtického rodu Rohanů byl od mládí oblíbencem Ludvíka XV., svůj vliv u dvora si udržoval díky přátelským vztahům s královými milenkami Madame de Pompadour a Madame du Barry. Od mládí sloužil v armádě a se střídavými úspěchy se zúčastnil dynastických válek 18. století. Za sedmileté války byl jedním z vrchních velitelů v Německu a dosáhl nejvyšší vojenské hodnosti maršála Francie (1758). Do smrti byl členem královské rady s titulem státního ministra.

## Mládí
Patřil k významné šlechtické rodině Rohanů, narodil se na zámku Versailles jako nejstarší syn Julese, knížete ze Soubise, a Anny Julie de Melun. Do otcovy smrti v roce 1724 byl oslovován jako kníže z Epinoy. Jeho rodiče zemřeli v Paříži na neštovice v roce 1724 a zanechali po sobě pět nezletilých dětí. Charles byl svěřen svému dědečkovi vévodovi z Rohan-Rohanu, který ho vzal ke dvoru, kde se stal společníkem krále Ludvíka XV., který byl o pět let starší než on. Jednou z jeho prababiček byla přes babičku z otcovy strany Madame de Ventadour.

## Kariéra v armádě a u dvora

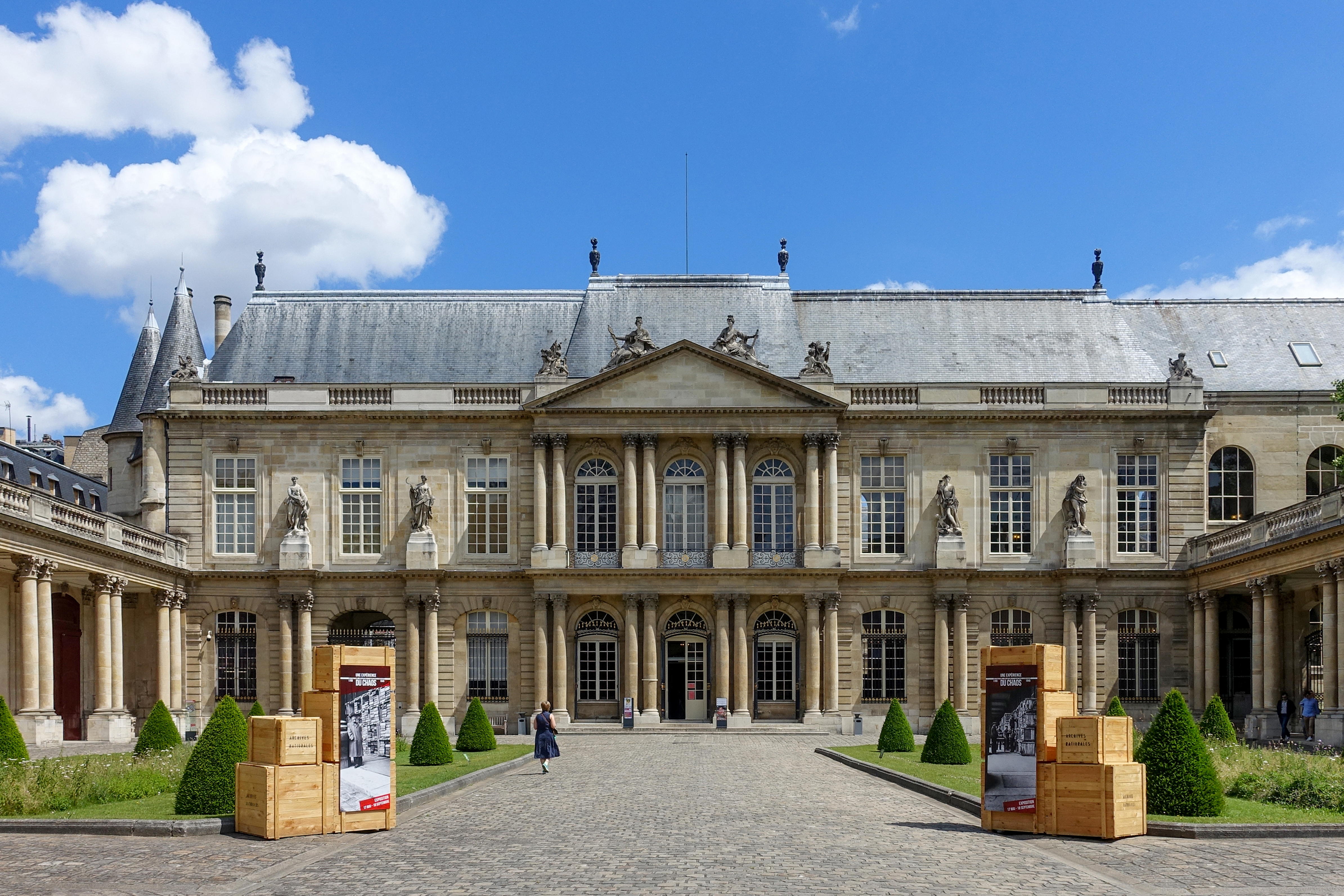
Pařížský palác Hôtel de Soubise, rezidence maršála de Soubise v letech 1749–1787

Od dětství sloužil u královských mušketýrů a díky svému původu v nejvyšší šlechtě byl již v šestnácti letech povýšen na plukovníka (mestre-de-camp, 1732). Za války o polské dědictví (1733–1735) se zúčastnil bojů na Rýně a obléhání pevnosti Philipsburg. V roce 1740 byl jmenován brigádním generálem a na počátku války o rakouské dědictví byl pod velením maršála Belle-Isle účastníkem tažení do Čech a okupace Prahy. Po ústupu z Čech přešel pod velení maršála Noaillese, s nímž bojoval na Rýně a zúčastnil se prohrané bitvy u Dettingenu. V roce 1744 byl jmenován pobočníkem Ludvíka XV. a zúčastnil se po jeho boku dalších tažení. V roce 1745 bojoval v bitvě u Fontenoy a téhož roku získal hodnost maréchal de camp (generálmajor). Stále jako králův pobočník se pak zúčastnil dalších francouzských triumfů u Rocoux (1746) a Lauffeldu (1747). Na konci války o rakouské dědictví byl povýšen do hodnosti generálporučíka (1748). Od roku 1741 byl také guvernérem v Champagne, tohoto postu se ale vzdal v roce 1751, kdy byl jmenován guvernérem ve Flandrech a velitelem v Lille.
Na začátku sedmileté války byl vyslán s početným vojenským sborem do Německa k podpoře císařské armády. S maršálem d'Estrées bojoval ve vítězné bitvě u Hastenbecku, která otevřela Francouzům cestu do Hannoverska. V dalším průběhu tažení se Soubise spojil s císařským maršálem vévodou Josefem Sasko-Hildburghausenským, jejich společné velení ale provázely odlišné názory a kompetenční spory. Jejich armáda utrpěla drtivou porážku u Rossbachu (1757) od pruského krále Fridricha II., která znamenala významný obrat ve prospěch Pruska. V tažení roku 1758 byl Soubise znovu jmenován vrchním velitelem (s významnou podporou královy milenky Madame de Pompadour), dosáhl dílčích úspěchů a zvítězil v několika bitvách, v nichž však disponoval výraznou početní převahou nad nepřítelem (bitva u Sandershausenu 1758). V roce 1758 získal nejvyšší vojenskou hodnost maršála Francie a v roce 1759 obdržel titul státního ministra (Ministre d'État), stal se také nositelem Řádu sv. Ludvíka. V Německu setrval do konce sedmileté války, v jejímž závěru musel vyklidit dobyté Hesensko. Kníže de Soubise v mládí jako nižší důstojník vynikal statečností, k velení desetitisícových armád mu ale chyběly schopnosti, nejvyšších hodností dosáhl jen díky celoživotnímu přátelství s Ludvíkem XV. Z dobové korespondence současníků ale vyniká jeho zájem o prosté vojáky a jejich pohodlí.
Po sedmileté válce žil nadále u dvora, jeho vliv u Ludvíka XV. se promítl i ve vztahu ke královým dlouholetým milenkám Madame de Pompadour a Madame du Barry, které se snažily získat Soubiseho přízeň a navázaly s ním vzájemně prospěšné přátelské vztahy. Svou pozici státního ministra si udržel i po nástupu Ludvíka XVI., jeho postavení bylo oslabeno až v polovině 80. let dvěma skandály. Jednalo se o vyhlášení bankrotu Henriho Louise z Guéméné, který v roce 1783 tímto krokem zveřejnil své dluhy ve výši 33 miliónů livrů ve prospěch několika tisíc věřitelů. Další skandál byl spojen s tzv. náhrdelníkovou aférou, do níž byl zapleten kardinál Louis de Rohan. Došlo k otřesení prestiže celého rodu Rohanů, a i když se ani jeden z incidentů bezprostředně netýkal knížete de Soubise, byl v roce 1786 vyloučen z účasti na zasedání státní rady. Zemřel o rok později ve svém pařížském paláci Hôtel de Soubise ve věku 72 let.

### Manželství a potomci
Charles byl třikrát ženat. Jeho první manželství bylo uzavřeno v prosinci 1734, s Annou Marií Luisou de La Tour d'Auvergne (1722–1739), dcerou Emmanuela Théodosa de La Tour d'Auvergne a vnučkou známé Marie Anny Mancini. Anna Marie Luisa zemřela v roce 1739 při porodu syna, který zemřel v roce 1742. Manželé měli jedno přeživší dítě:
- Šarlota de Rohan (7. 10. 1737 Paříž – 4. března 1760 tamtéž)[9]
⚭ 1753 Ludvík Josef Bourbon-Condé (9. 8. 1736 Paříž – 13. 5. 1818 tamtéž), kníže z Condé od roku 1740 až do své smrti[10]

V roce 1741 se Charles oženil s o dva roky mladší Annou Terezou Savojskou (1717–1745), dcerou Viktora Amadea I. z Carignana a Marie Viktorie Savojské, nemanželské dcery sardinského krále Viktora Amadea II. Anna Tereza (známá jako Anne Thérèse de Savoie) manželovi porodila další dceru:
- Viktorie de Rohan (28. 12. 1743 Paříž – 20. 9. 1807 tamtéž)[11]
⚭ 1761 Jindřich Ludvík z Rohanu (30. 8. 1745 Paříž – 24. 4. 1809 Praha), kníže z Guéméné[12]

Po smrti Anny Terezy v roce 1745 se Charles ještě téhož roku znovu oženil s Viktorií Hesensko-Rotenburskou (1728–1792). Ze třetího manželství se již žádní potomci nenarodili.
Mimo jiné měl také vztah s balerínami Marií-Madeleine Guimardovou a Annou Viktorií Dervieux.
Charlesův mladší bratr François Armand de Rohan, kníže de Tournon (1717–1756), byl knězem, jako velkoalmužník Francouzského království dosáhl již v roce 1747 hodnosti kardinála a v letech 1749–1756 byl arcibiskupem ve Štrasburku.